# Tuya
Pour les articles homonymes, voir Tuya (homonymie).
Pour l’article ayant un titre homophone, voir Thuya.
Ne doit pas être confondu avec Inselberg ou Mesa.

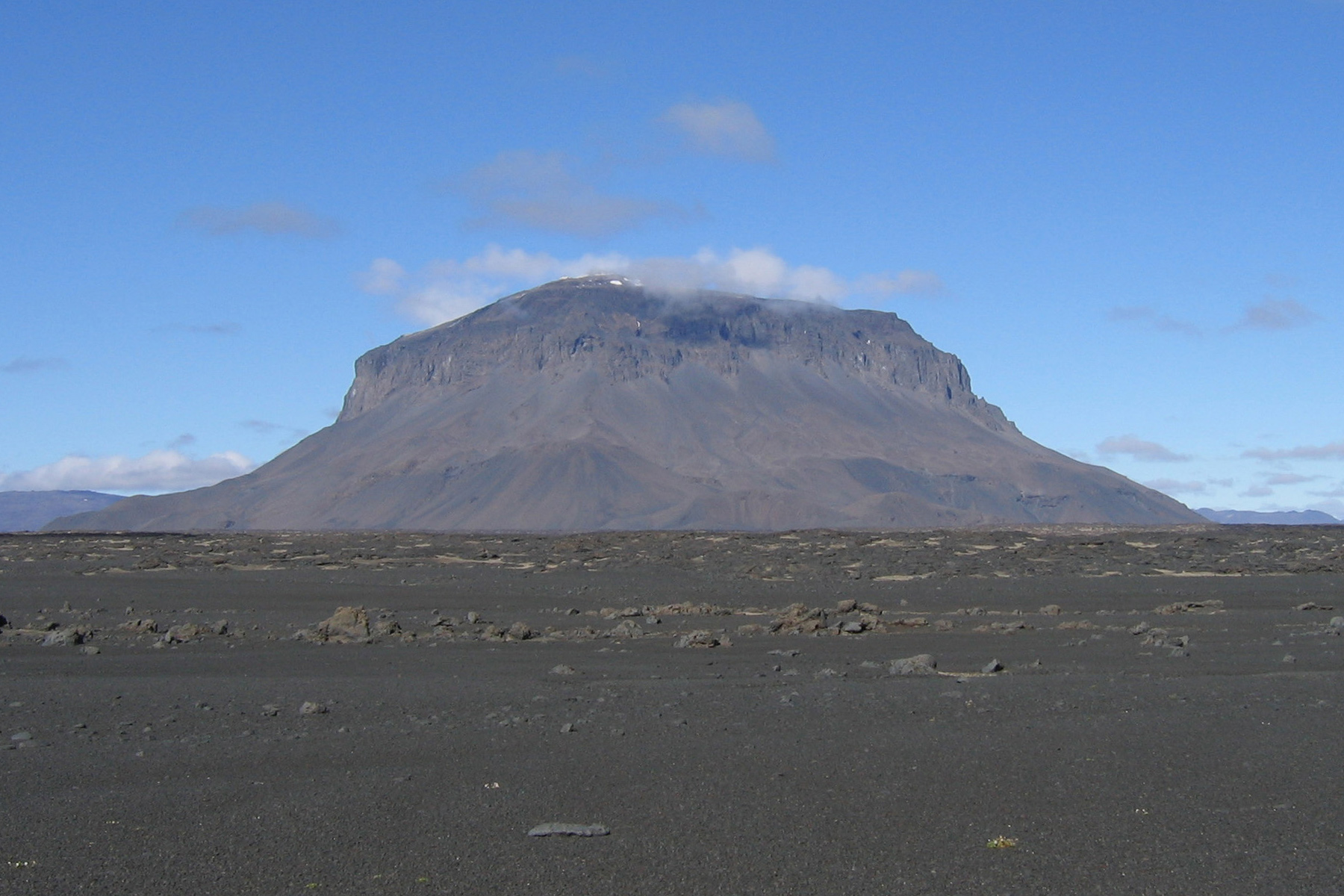
Vue du Herðubreið en Islande depuis le sud-est.

Un tuya est un type de montagne d'origine volcanique formé au cours d'éruptions sous-glaciaires, et caractérisé par un sommet plat, des pentes très raides et une forme grossièrement cylindrique,. Les tuyas se rencontrent surtout en Islande comme le Herðubreið et au Canada avec La Table. Les îles Diomède, partagées entre les États-Unis et la Russie au milieu du détroit de Béring, sont également des tuyas.

## Étymologie
Le terme « tuya » provient du champ volcanique de Tuya situé en Colombie-Britannique, au Canada, et où se concentrent un grand nombre de ces montagnes à proximité du lac Tuya.

## Caractéristiques
Un tuya est reconnaissable à certaines caractéristiques qui sont un sommet plat, des pentes très raides formant souvent des falaises et une forme grossièrement cylindrique,. La structure d'un tuya est généralement triple : un cœur de laves en coussins est recouvert de hyaloclastites chapeautés par des coulées de lave horizontales lorsque les dernières éruptions se font à l'air libre,.

## Formation
Un tuya se forme lors d'éruptions sous-glaciaires au cours desquelles les matériaux émis, des laves basaltiques fluides, ne peuvent s'étendre et donnent à ces volcans leur forme grossièrement cylindrique dictée par les parois des inlandsis ou des calottes glaciaires qui les recouvrent. Leur mode de formation fait que les tuyas sont relativement rares sur terre, d'autant qu'ils peuvent être recouverts ensuite par les produits éruptifs rejetés une fois que les glaces se sont retirées, et ainsi ne plus être visibles.

## Exemples de tuyas

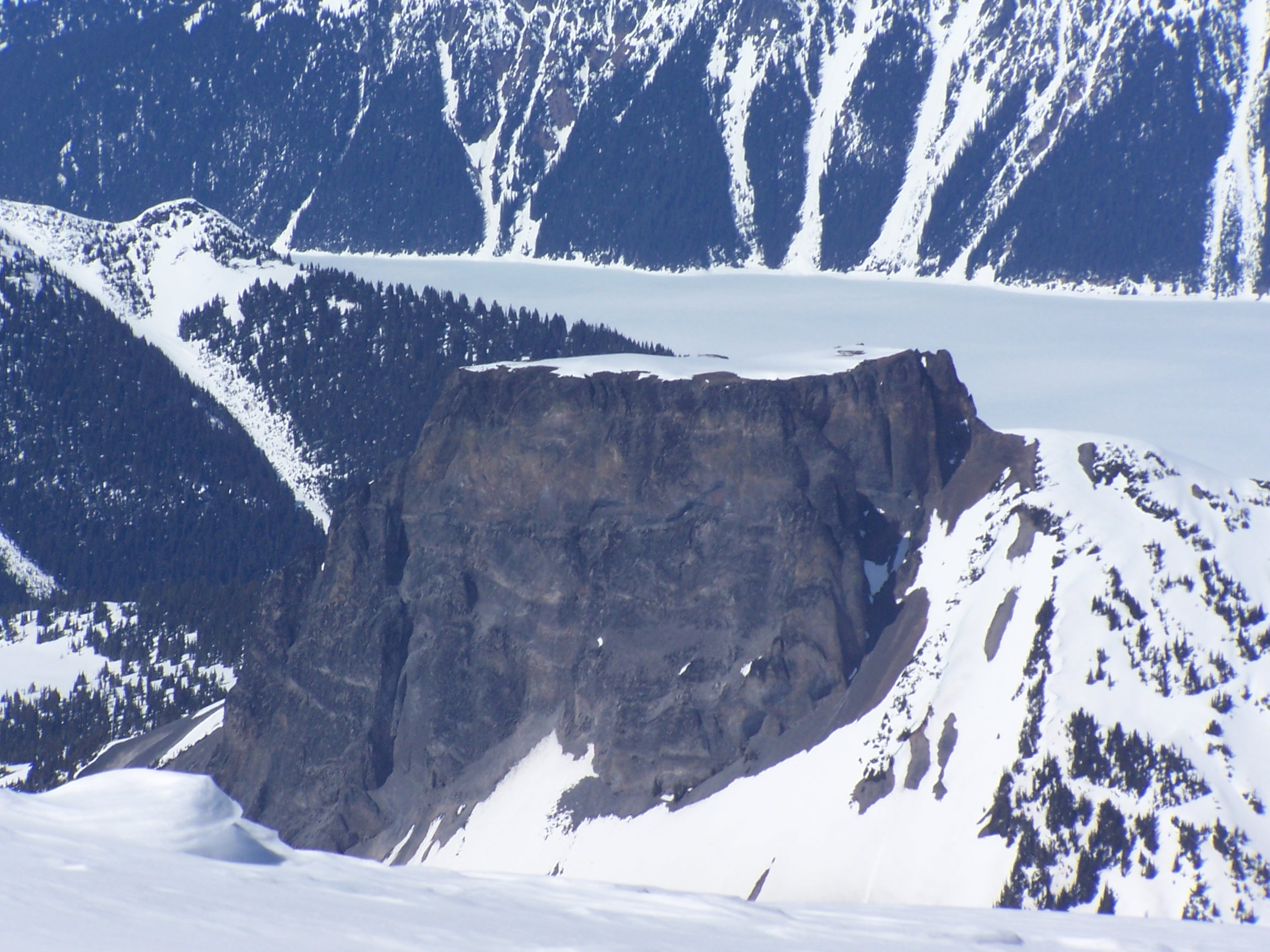
La Table, Colombie-Britannique, Canada.

| Antarctique - Brown Bluff - Cape Purvis - Dobson Dome |  | Canada - Tuya Butte - Champ volcanique de Tuya - La Table |  | États-Unis - Hayrick Butte - Hogg Rock - Petite île Diomède - Togiak Tuya |  | Islande, - Bláfjall - Bláfjallsgardur - Búrfell - Eiríksjökull - Fagradalsfjall - Gaesafjöll - Hagafell - Herðubreið - Hlöðufell - Hrútfell - Ingólfsfjall - Kistufell - Lambafjöll - Loðmundur - Sellandafjall - Strútur |  | Russie - Grande île Diomède - Azas |  |